# Горња Скотина
Горња Скотина (грч. Άνω Σκοτίνα, Ано Скотина) је насељено место у општини Дион-Олимп у периферији Средишња Македонија, Грчка. Према попису из 2021. године било је 4 становника.
Насеље је 1913. године имало 526 житеља Грка. Током Грчког грађанског рата село је напуштено, тако је 1951. године било без становника. Становништво се преселило у село Скотина. Село се раније звало Скотина.